# Commando (album)
Pour les articles homonymes, voir Commando.
Albums de Niska
Zifukoro
(2016) Mr Sal
(2019)
Singles
1. B.O.C
Sortie : 10 mars 2017
2. Chasse à l'homme
Sortie : 28 avril 2017
3. Réseaux
Sortie : 13 juillet 2017
4. Salé
Sortie : 6 octobre 2017
5. Tuba Life
Sortie : 3 janvier 2018
6. Medellín
Sortie : 19 mars 2018
7. Versus
Sortie : 13 avril 2018
8. Réseaux Remix
Sortie : 27 juin 2018
9. W.L.G
Sortie : 10 août 2018

Commando est le 2e album studio du rappeur français Niska sorti le 22 septembre 2017.

## Genèse et Accueil commercial
Le 28 avril 2017, il sort le clip Chasse à l'homme, premier extrait de son prochain album.
Le 14 juillet 2017, il sort le clip Réseaux, deuxième extrait de son futur album.
La semaine du 28 juillet 2017, la chanson Réseaux atteint la première place du Top Singles en France où elle battra un record de longévité (depuis battu par Bande organisée de 13'Organisé) : onze semaines consécutives. Le titre est certifié single de diamant, son clip compte plus de 318 millions de vues sur YouTube en janvier 2021.
Sur cet album, il collabore avec Booba, MHD, Skaodi et Nk.F. L'album est certifié disque d'or une semaine après sa sortie puis disque de platine à sa deuxième semaine d'exploitation. Commando devient double disque de platine un mois et demi après sa sortie puis triple disque de platine en décembre. L'album devient disque de diamant un an après sa sortie en passant le cap des 500 000 exemplaires vendus.

## Liste des pistes
| 1.  | Story X                 | Ghenda      | 2:42 |
| 2.  | Réseaux                 | Pyroman     | 3:16 |
| 3.  | La wewer                | Double X    | 2:57 |
| 4.  | Ah bon ?                | Double X    | 2:51 |
| 5.  | Medellín                | Ghenda      | 3:19 |
| 6.  | Salé                    | Pyroman     | 2:50 |
| 7.  | Tuba Life (feat. Booba) | DJ Ken      | 3:14 |
| 8.  | B.O.C                   | Stijco      | 2:51 |
| 9.  | Snapchat                | Double X    | 2:52 |
| 10. | Versus (feat. MHD)      | Dany Synthé | 3:30 |
| 11. | Twerk dans l'binks      | Double X    | 3:03 |
| 12. | Favelas (feat. Skaodi)  | Pyroman     | 3:58 |
| 13. | Chasse à l'homme        | Double X    | 2:44 |
| 14. | H&M                     | Ghenda      | 2:36 |
| 15. | D.M.B                   | Double X    | 3:04 |
| 16. | Amour X                 | Double X    | 3:14 |

| 1. | Réseaux (Remix) (feat. Quavo & Stefflon Don) | Pyroman | 3:03 |
| 2. | W.L.G                                        | Noxious | 3:10 |

## Clips vidéo
- B.O.C : 10 mars 2017
- Chasse à l'homme : 28 avril 2017
- Réseaux : 13 juillet 2017
- Salé : 6 octobre 2017
- Tuba Life (feat. Booba) : 3 janvier 2018
- Medellín : 19 mars 2018
- Versus (feat. MHD) : 13 avril 2018
- Réseaux Remix (feat. Quavo & Stefflon Don) : 27 juin 2018
- W.L.G : 10 août 2018

## Titres certifiés en France[9]
- Story X  Platine
- Réseaux Diamant
- La wewer  Or
- Ah bon ?  Or
- Medellín  Diamant
- Salé Diamant
- Tuba Life (feat. Booba)  Diamant
- B.O.C  Platine
- Snapchat  Platine
- Versus (feat. MHD)  Platine
- Twerk dans l'binks  Or
- Favelas (feat. Skaodi)  Or
- Chasse à l'homme  Diamant
- H&M  Or
- Amour X  Platine
- W.L.G  Diamant

## Certifications
| Région        | Certification | Ventes/Streams |
| ------------- | ------------- | -------------- |
| France (SNEP) | Diamant       | 730 000        |

## Classements hebdomadaires
| Classements (2017)           | Meilleure position |
| ---------------------------- | ------------------ |
| Belgique (Wallonie Ultratop) | 2                  |
| Belgique (Flandre Ultratop)  | 153                |
| France (SNEP)                | 1                  |
| Suisse (Schweizer Hitparade) | 13                 |